# Мејплвуд (Минесота)
Мејплвуд (енгл. Maplewood) град је у америчкој савезној држави Минесота.

## Демографија
По попису из 2010. године број становника је 38.018, што је 3.071 (8,8%) становника више него 2000. године.
| Група             | 2000.          | 2010.          |
| Белци             | 30.602 (87,6%) | 27.598 (72,6%) |
| Афроамериканци    | 1.236 (3,5%)   | 3.122 (8,2%)   |
| Азијати           | 1.586 (4,5%)   | 3.963 (10,4%)  |
| Хиспаноамериканци | 779 (2,2%)     | 2.342 (6,2%)   |
| Укупно            | 34.947         | 38.018         |